# Boneca de pano

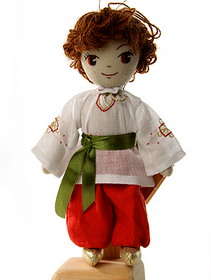
Boneca de pano

Bonecas de pano ou bonecas de retalhos são uma forma simples e rudimentar de boneca, em que as partes do corpo são confeccionadas em tecido, podendo o enchimento ser feito em diversos materiais, como palha, chumaços de algodão, maravalha, etc. As bonecas, até 1930, eram todas confeccionadas de pano, criadas por costureiras e artesãos.
Em alguns casos, são assim confeccionadas para que sejam espetados alfinetes e agulhas, para que não se percam, nos cestos de costura.

## Cultura popular
Diversas referências a bonecas de pano podem ser encontradas nas artes, em canções e na literatura. O compositor brasileiro Assis Valente escreveu um samba-canção intitulado "Boneca de Pano".
Na literatura infantil, bonecas de pano como personagens incluem:
- Emília, uma boneca com tamanha personalidade, criada pelo escritor Monteiro Lobato, que de coadjuvante passou a personagem principal em muitos de seus livros.[2]
- A "Boneca de Retalhos" de Oz - o mundo mágico criado pelo norte-americano L. Frank Baum - uma boneca usada para se espetar alfinetes e agulhas.